# Штиглицы
Штиглицы — баронский род.
Основателем династии был умерший в 1798 году Лазарус Штиглиц, придворный банкир князя Вальдекского из города Арользена. И женат он был на еврейке Федерике Луизе (урожденной Маркус). Своим шести сыновьям они дали первоклассное по тем временам образование.
Николай и Людвиг Штиглицы поселились в России в конце XVIII века. Николай Штиглиц, будучи херсонским купцом, имел контору в Одессе, занимался откупами. Людвиг Иванович Штиглиц (1777—1842), российский придворный банкир, «за оказанные правительству услуги и усердие к распространению торговли» был в 1826 г. возведен в баронское Российской империи достоинство.
Сын Людвига Штиглица, барон А. Л. Штиглиц (1814—1884) — крупнейший российский финансист, промышленник, управляющий Государственным банком России (1860—1866), меценат.
Род записан в пятую часть родословной книги Санкт-Петербургской губернии.
Есть ещё дворянские роды Штиглиц:
- ведущий происхождение от полковника Фёдора Борисовича Штиглица[1];
- потомки статского советника Николая Борисовича (Бернгардовича) Штиглица[2].

## Описание герба
Щит разделён на три части. В верхней половине в голубом поле изображён парящий чёрный одноглавый орёл, обращённый в правую сторону. В нижней части в правом красном поле три золотые летящие вверх пчелы, в левом серебряном поле сидящая на ветке горлица.
Щит увенчан баронскою короною и шлемом, на поверхности коего положена баронская корона. Намёт на щите голубой и красный, подложенный серебром. Герб барона Штиглица внесён в Часть 10 Общего гербовника дворянских родов Всероссийской империи, стр. 18.